# BienenSchweiz
BienenSchweiz (vorher: VDRB) ist die Dachorganisation der Imkersektionen der Deutschschweiz und ihrer Kantonalverbände und vertritt rund 14.000 Imker.

## Organisation
BienenSchweiz ist der Imkerverband der deutschen und rätoromanischen Schweiz. Die Imker der Schweiz sind nach Sprachgebiet in drei Bienenzuchtvereinen organisiert und unter dem Dach des Verbandes der Schweizerischen Bienenzüchtervereine zusammengeschlossen. Daneben existieren noch verschiedene Vereinigungen, welche spezielle imkerliche Interessen verfolgen.

## Aufgaben
Der Zentralvorstand von BienenSchweiz arbeitet mit dem Zentrum für Bienenforschung in Liebefeld zusammen, ebenso mit den für die Bienen zuständigen Bundesämtern, mit Parlamentariern, mit Fachkollegen im In- und Ausland und den Imkersektionen. BienenSchweiz kümmert sich um die Belange der Bienenzucht, der Bienengesundheit, der Honigqualität und dessen Vermarktung, der Ausbildung der Imkerkader, der Leitung der Geschäftsstelle mit Dienstleistungen für die Mitglieder, der Herausgabe des Imkerkalenders und der monatlich erscheinenden Schweizerischen Bienen-Zeitung. Daneben beschäftigen sie aktuelle Themen wie Feuerbrand/Streptomycin, die Gentechnologie und der Aufbau des Kompetenzzentrums apisuisse.

## Ausbildung
Eine Berufsausbildung auf der Stufe der beruflichen Grundbildung gibt es auf Grund dieser Struktur der Bienenhaltung in der Schweiz nicht. Wegen der kleinen Nachfrage ist eine solche auch nicht geplant.
Die Imkerverbände veranstalten für die Neuimker Grundkurse als Einführung in die Imkerei mit einer Teilnehmerzahl pro Jahr von rund 700 bis 900 Teilnehmer. Im Verbandsgebiet von BienenSchweiz werden pro Jahr rund 500 bis 750 Neuimker ausgebildet; im Verbandsgebiet des SAR (Verein für den französischen Teil der Schweiz) sind es rund 150 und im Verbandsgebiet des STA (Verein für den italienischen Teil der Schweiz) 209.

## Weiterbildung
Die regionalen und kantonalen Verbände organisieren für ihre Imker Weiterbildungsanlässe, welche die Bienenhalter vor allem im Bereich der Bienengesundheit und der entsprechenden vorbeugenden Massnahmen auf dem Laufenden halten und wo die Bienenhalter ihr Erfahrungswissen austauschen. Spezielle Kurse sind die Königinnenzuchtkurse. Die Benutzer des Goldlabels und des Qualitätssiegels sind verpflichtet zwei Weiterbildungsveranstaltungen der Sektionen je Jahr zu besuchen. Jede Sektion bietet jährlich 5 bis 6 Weiterbildungsanlässe an.